# Charles Issawi
Charles Issawi (Il Cairo, 1916 – Newtown, 8 dicembre 2000) è stato un economista e storico egiziano presso la Columbia University e la Princeton University negli Stati Uniti, pioniere nello studio della storia economica del tardo impero ottomano e del Medio Oriente arabo.

## Biografia
Nato nel 1916 al Cairo, da genitori cristiani siriano ortodossi, Issawi ha studiato al Victoria College di Alessandria, dove è stato il numero uno nella sua classe, e anche al Magdalen College dell'Università di Oxford. 
Ha avuto una breve carriera nel governo egiziano come ministro delle finanze, prima di dedicarsi all'insegnamento accademico.
Il suo primo incarico fu presso l'American University di Beirut, durante la Seconda guerra mondiale. Nel 1951 si trasferì alla Columbia University di New York, dove ha insegnato economia fino a quando, nel 1975, si è spostato alla Princeton University, dove divenne uno stretto amico di Bernard Lewis, nonostante tra i due vi fosse spesso disaccordo su questioni politiche.